# Huerta de la Obispalía (kommunhuvudort)
Huerta de la Obispalía är en kommunhuvudort i Spanien.   Den ligger i provinsen Provincia de Cuenca och regionen Kastilien-La Mancha, i den centrala delen av landet, 110 km öster om huvudstaden Madrid. Huerta de la Obispalía ligger 910 meter över havet och antalet invånare är 160.
Terrängen runt Huerta de la Obispalía är platt åt sydost, men åt nordväst är den kuperad. Huerta de la Obispalía ligger nere i en dal. Runt Huerta de la Obispalía är det mycket glesbefolkat, med 3 invånare per kvadratkilometer. Närmaste större samhälle är Torrejoncillo del Rey, 8,1 km väster om Huerta de la Obispalía. Trakten runt Huerta de la Obispalía består till största delen av jordbruksmark.